# Невістка (село)
Невістка (пол. Niewistka) — село в гміні Дидня, Березівський повіт, Підкарпатське воєводство, Польща. Населення — 298 осіб (2011).

## Розташування
Розташоване приблизно за 4 км на північний схід від адміністративного центру ґміни села Дидня, за 15 км на схід від повітового центру Березова і за 38 км на південний схід від воєводського центру Ряшева.

## Назва
У 1977-1981 рр. в ході кампанії ліквідації українських назв село називалося Поджече (пол. Podrzecze).

## Історія
Село знаходиться на заході Надсяння, де внаслідок примусового закриття церков у 1593 р. власницею Катариною Ваповською українське населення зазнало латинізації та полонізації.
У 1880 році в селі проживало 210 римокатоликів і 139 грекокатоликів. Греко-католики належали до парафії Іздебки Бірчанського деканату Перемишльської єпархії.
На 1936 р. було 98 греко-католиків, які належали до парафії Іздебки Динівського деканату Апостольської адміністрації Лемківщини. Метричні книги велися від 1784 р. Село належало до Березівського повіту Львівського воєводства.
На 01.01.1939 у селі було 460 жителів (120 українців, 220 поляків і 20 євреїв).
У 1975-1998 роках село належало до Кросненського воєводства.

## Демографія
Демографічна структура станом на 31 березня 2011 року:
|          | Загалом | Допрацездатний вік | Працездатний вік | Постпрацездатний вік |
| -------- | ------- | ------------------ | ---------------- | -------------------- |
| Чоловіки | 149     | 40                 | 89               | 20                   |
| Жінки    | 149     | 29                 | 77               | 43                   |
| Разом    | 298     | 69                 | 166              | 63                   |